# Real Casa de Misericordia de Valladolid
El hospicio creado por la Junta de Comercio de Valladolid en 1723, tras numerosas dificultades que habían llevado a su cierre, fue convertido en la Real Casa de Misericordia (1786–1847) por Real Orden de 29 de enero de 1783, la cual determinaba también su organismo rector, la Junta General del Hospicio.

La Junta General del Hospicio, tuvo su sesión constituyente el 30 de abril de 1783, estando compuesta por:

- El Presidente de la Real Chancillería.
- El Obispo.
- El Intendente Real.
- Dos vocales: uno por el Ayuntamiento y otro por el Cabildo Catedralicio.

Según la Real Orden la finalidad de la Real Casa de Misericordia era:
- Proporcionar alimento, vestido y albergue a los necesitados.
- Instruirles en las verdades de la fe cristiana.
- Evitar la ociosidad, promocionando diferentes oficios a los hospiciados.

Instalada el 1 de agosto de 1786 en el Palacio de los Condes de Benavente, y ya con el nombre de Real Casa de Misericordia, que sustituirá desde entonces al de Hospicio. A su patrimonio fueron a parar los bienes de las más de setenta cofradías asistencias y gremiales de la ciudad, suprimidas en virtud de la normativa elaborada por el Consejo de Castilla en 1783.
Entre 1786 y 1806, se agregaron a la Real Casa de la Misericordia otras Obras Pías (cofradías y fundaciones) existentes en la capital y los pueblos del Arzobispado de Valladolid.
Al amparo de lo establecido en la Ley de Beneficencia de 1822, la Junta Municipal de Beneficencia se hizo cargo de los establecimientos benéficos de la ciudad el 21 de octubre de 1836. En virtud de la Real Orden de 22 de octubre de 1846, el Consejo Provincial, en sesión del 5 de enero de 1847, acuerda fusionar la Casa de Maternidad, la Casa de Expósitos y la Casa de Misericordia en un único establecimiento que se denominaría Hospicio Provincial.